# Banca Popolare di Luino e di Varese
La Banca Popolare di Luino e di Varese (siglato BPLV, colloquialmente detta La Luino) è stato un istituto bancario italiano.

## Storia
La Banca Popolare di Luino fu fondata il 7 febbraio 1885 su iniziativa di una "cordata" di imprenditori e professionisti italiani e svizzeri, perlopiù attivi nel settore tessile. La sede venne stabilita nel signorile palazzo Crivelli, ricostruito nel 1773 su progetto di Felice Soave, sul lungolago Dante Alighieri.
Per i primi cinquant'anni di esistenza limitò le proprie attività alla città d'origine e agli immediati dintorni, sulla costa del Lago Maggiore; nel 1941 aprì la prima filiale a Varese e nel 1955 avvenne il cambio di denominazione.

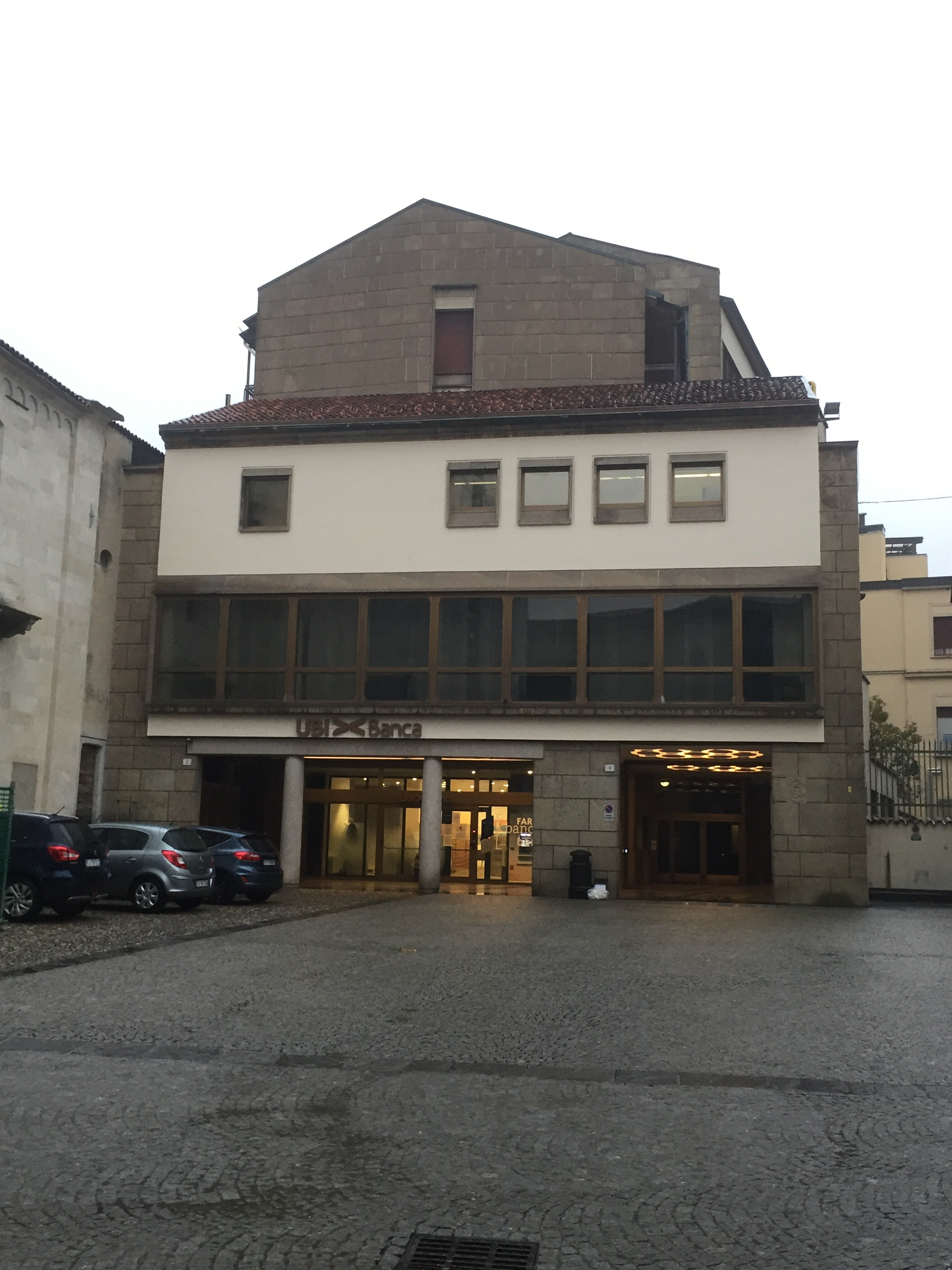
La sede varesina di piazza Battistero.

Negli anni 1960 fu attuata un'ulteriore politica espansiva, con l'apertura di una dipendenza di Milano: la banca era però sottocapitalizzata e, complice il momento recessivo dell'economia regionale, entrò in difficoltà. Per attuare il risanamento venne cooptato nel consiglio d'amministrazione Giovanni Valcavi, che cooperando col presidente Franco Aletti (e coi successori Maurizio Belloni, Gianni Petrolo, Gaetano Cortesi) riuscì nell'intento, consentendo all'istituto di rafforzare la propria ramificazione nel nord-ovest lombardo, verso il Milanese, il Comasco e la Brianza; sotto la presidenza Cortesi venne altresì trasferita la direzione a Varese, presso la storica filiale di piazza Battistero. Contestualmente l'istituto fu quotato al mercato ristretto della Borsa di Milano.
Nel 1988 la presidenza andò allo stesso Valcavi, che la resse fino al 1996, quando la Banca Popolare Commercio e Industria lanciò con successo un'offerta pubblica d'acquisto sulla BPLV, che mutò forma societaria da SCRL a SPA e fu quindi integrata nel relativo gruppo bancario, mantenendo però un certo grado di autonomia.
Al 2000 la Banca Popolare di Luino e di Varese contava 50 sportelli e impiegava 620 dipendenti.
La storia dell'istituto di credito come entità a sé stante terminò formalmente il 24 giugno 2003, quando la capogruppo la incorporò per poi unirsi alla Banca Popolare di Bergamo-Credito Varesino e dare origine a BPU Banca: l'insegna BPLV tuttavia sopravvisse sulle filiali fino al 2007, quando a seguito dell'ulteriore fusione di BPU con Banca Lombarda e Piemontese (che diede origine a UBI Banca) fu sostituita da quella della BPCI.